# Hinah
Hinah (tiếng Ả Rập: حينة) là một ngôi làng của Syria ở huyện Qatana thuộc tỉnh bang Dimashq. Theo Cục Thống kê Trung ương Syria (CBS), Hinah có dân số 1.524 người trong cuộc điều tra dân số năm 2004.
Địa lý lịch sử Samuel Klein đã chỉ ra rằng trong môi trường trực tiếp của Hinah và Rimah có một hồ chứa lớn (birket) chứa hơn 500 mét khối (500.000 l)   nước tưới cho cây trồng.